# Dario Ambrosini
Dario Ambrosini (7 de marzo de 1918, Cesena, Italia - Albi, Francia, 14 de julio de 1951) fue un piloto de motociclismo italiano, que compitió para el equipo de carreras de la fábrica italiana Benelli. Acabó en segundo lugar tras Bruno Ruffo en el campeonato del mundo inaugural de 250 cc en 1949. Volvió a participar en 1950 y consiguió el campeonato del mundo de 250 cc con tres victorias incluyendo una en el TT de la Isla de Man de 1950. Ambrosini falleció durante los entrenamientos oficiales del Gran Premio de Francia de 1951 en Albi, a consecuencia de un accidente.

## Resultados en el Campeonato del Mundo de Motociclismo
Sistema de puntuación en 1949:
| Posición | 1.º | 2.º | 3.º | 4.º | 5.º | Vuelta rápida |
| Puntos   | 10  | 8   | 7   | 6   | 5   | 1             |

Sistema de puntuación desde 1950 hasta 1968:
| Posición | 1.º | 2.º | 3.º | 4.º | 5.º | 6.º |
| Puntos   | 8   | 6   | 4   | 3   | 2   | 1   |

(carreras en cursiva indica vuelta rápida)
| Año  | Clase | Equipo  | 1      | 2     | 3     | 4     | 5     | 6       | 7     | 8     | Pts. | Pos. | Victorias |
| ---- | ----- | ------- | ------ | ----- | ----- | ----- | ----- | ------- | ----- | ----- | ---- | ---- | --------- |
| 1949 | 250cc | Benelli | IOM NC | SUI 2 | ULS - | NAT 1 |       |         |       |       | 19   | 2.º  | 1         |
| 1950 | 250cc | Benelli | IOM 1  | SUI 1 | ULS 2 | NAT 1 |       |         |       |       | 24   | 1.º  | 3         |
| 1951 | 250cc | Benelli |        | SUI 1 | IOM 2 | BEL - | NED - | FRA (†) | ULS - | NAT - | 14   | 3.º  | 1         |